# Alpine (logiciel)
Pour les articles homonymes, voir Alpine.
Alpine est un client de messagerie écrit par l'Université de Washington. Il est basé sur Pine mais, contrairement à celui-ci, c'est un logiciel libre distribué sous licence Apache.
La version 1.00 d'Alpine a été lancée 20 décembre 2007.

## Utilisateurs
Linus Torvalds utilise Alpine comme client de messagerie.